# Bracon angularis
Bracon angularis är en stekelart som beskrevs av Gyöö Viktor Szépligeti 1908. Bracon angularis ingår i släktet Bracon och familjen bracksteklar. Inga underarter finns listade.